# Phyllachora petitmenginii
Phyllachora petitmenginii är en svampart som beskrevs av Maire 1908. Phyllachora petitmenginii ingår i släktet Phyllachora och familjen Phyllachoraceae.   Inga underarter finns listade i Catalogue of Life.